# Thunder Force IV
Thunder Force IV är ett sidscrollande TV-spel utvecklat av Technosoft, och det fjärde spelet i Thunder Force-serien. I USA döptes spelet om till Lightening Force: Quest for the Darkstar.

## Handling
Spelet utspelar sig efter Thunder Force III, och ORN-imperiet anses ha besegrats av Galaxfederationen.

### Fotnoter
1. 1 2 3  ”Lightening Force: Quest for the Darkstar” (på engelska). Gamefaqs. http://www.gamefaqs.com/genesis/586290-lightening-force-quest-for-the-darkstar/data. Läst 7 maj 2014.